# Trevor Pinnock
Trevor David Pinnock (Canterbury, 16 dicembre 1946) è un direttore d'orchestra e clavicembalista inglese.
È molto noto per le sue interpretazioni di musica del periodo barocco e classico.

## Biografia
Si avvicina alla musica fin dall'infanzia: a 7 anni è corista nella cattedrale di Canterbury, e inizia lo studio del pianoforte e dell'organo; a 15 è organista in chiesa, e comincia a suonare il clavicembalo. A 19 anni entra nel Royal College of Music di Londra e completa gli studi di organo e clavicembalo.
Come clavicembalista partecipa ad un tour in Europa con l'Academy of Saint Martin in the Fields.
Debutta a Londra nel 1966 con il trio Gallard alla Royal Festival Hall, e nel 1968 come clavicembalista solista alla Purcell Room di Londra. 
Nel 1972 costituisce The English Concert, un'orchestra specializzata nell'esecuzione di musica del periodo barocco e classico su strumenti dell'epoca.
Nel 1975, esegue al clavicembalo in prima assoluta l'ultima opera di Jean-Philippe Rameau, Abaris ou Les Boréades, con la direzione di John Eliot Gardiner.
Dopo numerosi tour internazionali con il suo ensemble, nel 1988 debutta al Metropolitan Opera di New York, con il Giulio Cesare di Händel, e al Festival di Salisburgo con il Messiah di Händel.
Dal 1991 al 1997 ha occupato il ruolo di direttore artistico della National Arts Centre Orchestra di Ottawa, diventandone in seguito consigliere artistico.
Nel 2006 dà vita a una nuova formazione strumentale, l'European Brandenburg Ensemble, che riunisce musicisti delle più importanti orchestre barocche europee, per l'esecuzione dei Concerti brandeburghesi di Bach in una lunga tournée internazionale.
Negli ultimi anni ha alternato l'attività di direttore ospite delle più prestigiose orchestre del mondo a quella di clavicembalista solista. Ha inoltre prodotto numerose incisioni delle opere dei maggiori musicisti, quali Corelli, Bach, Händel, Scarlatti, Rameau, Haydn, Mozart, Poulenc.

### Riconoscimenti
Nella sua lunga carriera artistica Trevor Pinnock ha ottenuto numerosi riconoscimenti.
Nel 1992 gli è stato assegnato il titolo di commander dell'Order of the British Empire, e nel 1993 di chevalier dell'Ordre des Arts et des Lettres. Tre le lauree Honoris causa a lui attribuite: nel 1993 dall'University of Ottawa, nel 1995 dall'University of Kent, nel 2005 dall'University of Sheffield.
Ha vinto il Gramophone Award nella categoria "Musica strumentale barocca" nel 2001 per il CD J.S. Bach: Six Partitas, BWV 825-830, e nel 2008 per Bach: The Brandenburg Concertos.

## Discografia
Trevor Pinnock ha realizzato molte incisioni discografiche in qualità di direttore dell'orchestra The English Concert tra cui:
- Bach, Conc. brand. n. 1-3 - Pinnock/English Concert, 1982 Archiv Produktion
- Bach, Conc. brand. n. 1-6/Suites orch./19 conc. per vari strumenti - Pinnock/English Concert, 1978/1982 Archiv Produktion
- Bach, Conc. brand. n. 4-6 - Pinnock/English Concert, 1982 Archiv Produktion
- Bach, Conc. clvc. (compl.) - Pinnock/Gilbert/English Conc., 1981 Archiv Produktion
- Bach, Conc. vl. (compl.) - Standage/Wilcock/Pinnock/English Conc., 1983 Archiv Produktion
- Bach, Conc. ob. d'am./vl.,fl.,clvc./vl.,ob. - Pinnock/English Concert, 1984 Archiv Produktion
- Bach, Suites orch. n. 1-4 - Pinnock/English Concert, 1978 Archiv Produktion
- Boyce, Sinf. n. 1-8 - Pinnock/English Concert, 1987 Archiv Produktion
- Corelli, Conc. grossi op. 6 n. 1-12 - Pinnock/English Concert, 1999 Archiv Produktion
- Haendel, Belshazzar - Pinnock/Rolfe Johnson/Auger/Robbin/Engl. Conc., 1991 Archiv Produktion
- Haendel, Composizioni per orchestra - Pinnock/English Concert, 1999 Archiv Produktion
- Haendel, Conc. grosso "Alexander's Feast" HWV 318, Son. a 5 HWV 288, Conc. ob. HWV 287, 301, 302a - Standage/Reichenberg/Pinnock/English Concert, 1985 Archiv Produktion
- Haendel, Conc. grossi op. 6 n. 1-4, Pinnock/English Concert, 1982 Archiv Produktion
- Haendel, Conc. grossi op. 6 n. 5-8, Pinnock/English Concert, 1982 Archiv Produktion
- Haendel, Conc. grossi op. 6 n. 9-12, Pinnock/English Concert, 1982 Archiv Produktion
- Haendel, Conc. grossi op. 3 n. 1-6, Pinnock/English Concert, 1984 Archiv Produktion
- Haendel, Conc. org. completi (n. 1-15) - Preston/Pinnock/English Conc., 1984 Archiv Produktion
- Haendel, Conc. org. op. 7 n. 3-5, op. 4/2 - Preston/Pinnock/English Conc., 1996 Archiv Produktion
- Haendel, Coronation anth./Conc. 2 cori - Pinnock/English Conc./Preston, 1999 Archiv Produktion
- Haendel, Messia - Pinnock/Auger/Otter/Chance/Engl. Conc., 1988 Archiv Produktion
- Haendel, Mus. sull'acqua n. 1-3/Mus. per i fuochi d'artificio - Pinnock/English Concert, 1983 Archiv Produktion
- Haendel, Mus. sull'acqua n. 1-3/Mus. per i fuochi d'artificio/Sonate e Suites - Pinnock/English Concert, 1983/1996 Archiv Produktion
- Haendel, Registrazioni complete per orchestra - Pinnock/English Concert, 2017 Archiv Produktion
- Haendel, Tamerlano - Pinnock/Bacelli/Randle/Norberg-Schulz/Engl. Conc., 2002 Avie Records
- Haendel/Mozart, Acis und Galatea K. 566 - Pinnock/Bonney/MacDougall/Engl. Conc., 1992 Archiv Produktion
- Haydn, Conc. vl. (compl.); Salomon, Romanza per violino - Pinnock/Standage/English Concert, 1989 Archiv Produktion
- Haydn, Conc. ob., trb., clvc. - Pinnock/Goodwin/Bennett/English Concert, 1985 Archiv Produktion
- Haydn, Messe n. 6, 12 - Pinnock/Argenta/Robbin/Schade/Engl. Conc., 1992 Archiv Produktion
- Haydn, Messa n. 11/Te Deum - Pinnock/Lott/Watkinson/Davies/Engl. Conc., 1987 Archiv Produktion
- Haydn, Registrazioni complete - Pinnock/English Concert, 2014 Archiv Produktion
- Haydn, Sinf. "Le Matin", "Le Midi", "Le Soir" - Pinnock/English Concert, 1987 Archiv Produktion
- Haydn, Sinf. "Sturm und Drang" - Pinnock/English Concert, 2000 Archiv Produktion
- Haydn, Stabat Mater - Pinnock/Rozario/Robbin/Rolfe J./Engl. Conc., 1989 Archiv Produktion
- Mozart, Conc. ob. K. 314; C.P.E. Bach, Conc. ob. Wq. 165; Lebrun, Conc. ob. n. 1 - Pinnock/Goodwin/English Concert, 1991 Archiv Produktion
- Mozart, Messa K. 317/Vesperae solennes/Exsultate, jubilate - Pinnock/Bonney/Wyn Rogers/Engl. Conc., 1993 Archiv Produktion
- Mozart, Sinf. n. 1-41 - Pinnock/English Concert, 1992 Archiv Produktion
- Pachelbel, Haendel, Avison, Canon and Gigue - Pinnock/English Concert, 1985 Archiv Produktion
- Purcell, Dido and Aeneas - Pinnock/Otter/Varcoe/Dawson/Engl. Conc., 1989 Archiv Produktion
- Purcell, King Arthur - Pinnock/Argenta/Gooding/Perillo/Engl. Conc., 1992 Archiv Produktion
- Purcell, Dioclesian/Timon of Athens - Pinnock/Argenta/Monoyios/Agnew/Engl. Conc., 1995 Archiv Produktion
- Vivaldi, 55 Concerti per archi - Pinnock/English Concert, 2012 Archiv Produktion
- Vivaldi, Conc. con molti istromenti - Pinnock/English Concert, 1996 Archiv Produktion
- Vivaldi, Conc. fiati e archi - Pinnock/English Concert, 2013 Deutsche Grammophon
- Vivaldi, Conc. vl. op. 3 Estro armonico/Conc. fl. op. 10 - Pinnock/Beznosiuk/Engl. Conc., 2005 Archiv Produktion
- Vivaldi, Concerti - Pinnock/English Concert, 1986/1988 Archiv Produktion
- Vivaldi, Discover Vivaldi - Pinnock/English Concert, 2013 Deutsche Grammophon
- Vivaldi, Quattro stagioni/Conc. 2 vl. R.516/Conc. ob. R.548 - Pinnock/English Conc./Standage, 2003 Archiv Produktion
- Vivaldi, Corelli, Scarlatti A., Gloria/Stabat Mater/Nisi Dominus/Salve Reg./Conc. Natale - Pinnock/Chance/English Concert, 1992/1995 Archiv Produktion
- Trevor Pinnock & The English Concert: Complete Recordings on Archiv Produktion - Pinnock/English Concert, 1979/1997 Archiv Produktion

Quella che segue è un elenco di incisioni in cui suona da solista al clavicembalo:
- 1974 - Trevor Pinnock at the Victoria and Albert Museum (CRD Records)
- 1974 - Jean-Philippe Rameau, Harpsichord Pieces, vol. 1 - Suite in A Minor; Suite in E Minor (CRD Records)
- 1975 - Jean-Philippe Rameau, Harpsichord Pieces, vol. 2 - Suite in A minor; La Dauphine; Pièces en Concert (CRD Records)
- 1975 - Johann Sebastian Bach, Sonate per flauto e clavicembalo BWV 1030-1032, Sonate per flauto e continuo BWV 1033-1035, con Stephen Preston, flauto e Jordi Savall, viola da gamba (CRD Records)
- 1977 - 16th Century English Harpsichord and virginals music (CRD Records)
- 1978 - A Choice Collection of Lessons and Ayres (CRD Records)
- 1978 - Johann Sebastian Bach, Toccate BWV 912-910 • Chromatische Fantasie Und Fuge BWV 903 (Archiv Produktion)
- 1978 - Johann Sebastian Bach, Toccate BWV 913, 911, 914, 915, 916 (Archiv Produktion)
- 1979 - Jean-Philippe Rameau, Suite for harpsichord (Vanguard)
- 1979 - Johann Sebastian Bach, Italian Concerto, BWV 971 • Concerto after Vivaldi, BWV 972 • French Overture BWV 831 (Archiv Produktion)
- 1980 - Johann Sebastian Bach, Goldberg Variations, BWV 988 (Archiv Produktion)
- 1981 - Domenico Scarlatti, Sonatas for Harpsichord (CRD Records)
- 1983 - Georg Friedrich Händel, Air and variations "The Harmonious Blacksmith". 4 Suites for Harpsichord (Archiv Produktion)
- 1984 - The Harmonius Blacksmith. Favourite harpsichord pieces, musiche di Handel, Couperin, Bach, Rameau, Scarlatti and more (Archiv Produktion)
- 1985 - Johann Sebastian Bach, Sonate per flauto e clavicembalo BWV 1020, 1030-1032, Sonate per flauto e continuo BWV 1033-1035, con Jean-Pierre Rampal, flauto e Roland Pidoux, violoncello (CBS Records)
- 1985 - Johann Sebastian Bach, Partitas (Archiv Produktion)
- 1985 - Georg Friedrich Händel, Trio Sonatas, con Simon Standage e Micaela Comberti, violini, Lisa Beznosiuk, flauto e Anthony Pleeth, violoncello (Archiv Produktion)
- 1987 - Arcangelo Corelli, Trio Sonatas, con Simon Standage e Micaela Comberti, violini, Anthony Pleeth, violoncello e Nigel North, arciliuto e tiorba (Archiv Produktion)
- 1987 - Domenico Scarlatti, Sonatas (Archiv Produktion)
- 1998 - Jean-Philippe Rameau, Complete works for harpsichord (CRD Records, Riedizione)
- 2000 - Johann Sebastian Bach, Six Partitas. BWV 825-830 (Hänssler Classic, Edition Bachakademie Vol. 115)
- 2000 - Johann Sebastian Bach, Sonate per violino e clavicembalo BWV 1014-1019, 1019a, Sonate per violino e continuo BWV 1021, 1023, con Rachel Podger, violino e Jonathan Manson, viola da gamba (Channel Classics)
- 2005 - Jean-Philippe Rameau, Les Cyclopes. Piéces de Clavecin (Avie)
- 2006 - Johann Sebastian Bach, Sonate per viola da gamba e clavicembalo BWV 1027-1029, 1030b, con Jonathan Manson, viola da gamba (Avie)
- 2008 - Johann Sebastian Bach, Sonate per flauto e clavicembalo BWV 1020, 1030-1032, Sonate per flauto e continuo BWV 1033-1035, Sonata per due flauti e continuo BWV 1039, con Emmanuel Pahud, flauto, Jonathan Manson, violoncello e Silvia Careddu, secondo flauto (EMI Classics)
- 2011 - Baroque Masterpieces for Harpsichord (Arne)

Dischi realizzati da Pinnock in qualità di direttore dell'European Brandenburg Ensemble:
- 2007 - Johann Sebastian Bach, Six Concertos for the Margrave of Brandenburg, con l'European Brandenburg Ensemble (AVIE Records)

## DVD
- Handel: Tamerlano (Handel-Festspiele Halle, 2001) - Anna Bonitatibus/The English Concert/Trevor Pinnock, Arthaus Musik/Naxos
- Fleming, Arie sacre (Live, Cattedrale di Magonza, 2005) - Pinnock/Deutsche Kammerphilh., 2006 Decca